# EH Aalborg
EH Aalborg er en dansk kvindehåndboldklub fra Nørresundby. Klubben har siden august 2024 været spillende i den bedste kvindelige håndboldrække, Damehåndboldligaen.
Forløberen til EH Aalborg, Team Aabybro, blev grundlagt i 2014 som overbygning på Visse IF og Åbybro HK. Intentionen var at skabe et tophold i Aalborg og i Nordjylland, efter at Aalborg DH gik bankerot. De startede i 2. division, og opnåede oprykning i deres første sæson. I 2015 op til klubbens første sæson i 1. division skiftede de navn til EH Aalborg. De begyndte også at spille hjemmekampe i Nørresundby Idrætscenter på lige fod med deres tidligere hjemmebane; DGI-Huset in Aabybro.
Klubben rykkede i sæsonen 2018-19, op i den bedste danske række Damehåndboldligaen. Det blev den tidligere OL-guldvinderen Karen Brødsgaard, der blev ansat som ny cheftræner til sæsonen. Brødsgaard blev fyret i februar 2019, i klubben, grundet for mange pointtab. Året efter fyrede bestyrelsen i klubben træner Simon Olsen af samme årsag.
Fremme i 2024 lykkedes det klubben at oprykke til Damehåndboldligaen igen efter fire års fravær.

## Spillertruppen i 2025/26
| Nr. | Navn                           | Nationalitet | Position     |
| --- | ------------------------------ | ------------ | ------------ |
| 1   | Annika Fríðheim Petersen       | Færøerne     | Målvogter    |
| 3   | Frida Ulrichsen                | Danmark      | Venstre fløj |
| 4   | Carla Thomsen                  | Danmark      | Højre back   |
| 7   | Marlene Dahlmann               | Danmark      | Højre fløj   |
| 8   | Anne Sofie Nørregaard Thorbøll | Danmark      | Højre back   |
| 9   | Camilla Graakjær Thorhauge     | Danmark      | Stregspiller |
| 10  | Ida Hoberg                     | Danmark      | Playmaker    |
| 11  | Ea Munch Jørgensen             | Danmark      | Venstre back |
| 12  | Freja Fonseca                  | Danmark      | Målvogter    |
| 16  | Johanne Graugaard              | Danmark      | Målvogter    |
| 17  | Lin Johansen                   | Danmark      | Venstre fløj |
| 19  | Mette Brandt Nielsen           | Danmark      | Playmaker    |
| 21  | Frederikke Gulmark             | Danmark      | Venstre back |
| 22  | Mirja Lyngsø Jensen            | Danmark      | Stregspiller |
| 23  | Emma Christensen               | Danmark      | Stregspiller |
| 28  | Maiken Skov                    | Danmark      | Højre fløj   |

### Trænerteamet 2025-26
| Pos.            | Navn                   |
| --------------- | ---------------------- |
| Cheftræner      | Morten Frandsen Holmen |
| Assistenttræner | Kenneth Hedegaard      |
| Målvogtertræner | Anders Grøn            |
| Holdleder       | Ann-Britt Holm Jensen  |
| Styrketræner    | Lau Lilholt            |
| Fysioterapeut   | Mathilde Juul Eriksen  |

## Klubbens placeringer
| Sæson   | Placering | Række                | Op/nedrykning til          |
| ------- | --------- | -------------------- | -------------------------- |
| 2015/16 | 11.       | 1. division          | Ingen oprykning            |
| 2016/17 | 7.        | 1. division          | Ingen oprykning            |
| 2017/18 | 1.        | 1. division          | HTH GO Ligaen              |
| 2018/19 | 12.       | Damehåndboldligaen   | Ingen nedrykning           |
| 2019/20 | 14.       | Damehåndboldligaen   | Nedrykning til 1. division |
| 2020/21 | 2.        | 1. division          | Ingen oprykning            |
| 2021/22 | 5.        | 1. division          | Ingen oprykning            |
| 2022/23 | 2.        | 1. division          | Ingen oprykning            |
| 2023/24 | 1.        | 1. division          | Kvindehåndboldligaen       |
| 2024/25 | 12.       | Kvindehåndboldligaen | Ingen nedrykning           |

## Trænere gennem tiden
| Periode   | Træner           |
| --------- | ---------------- |
| 2014-2016 | Jesper Stick     |
| 2016      | Sune Sørensen    |
| 2016      | Jesper Stick     |
| 2016-2017 | Morten Holmen    |
| 2017-2018 | Søren Fisker     |
| 2018-2019 | Karen Brødsgaard |
| 2019      | Søren Fisker     |
| 2019-2020 | Simon Olsen      |
| 2020      | Morten Holmen    |
| 2020-2022 | Allan Heine      |
| 2022-     | Peter Jagd       |